# De Sims (computerspelserie)
De Sims is een serie van levenssimulatiespellen die zijn ontwikkeld door Maxis en uitgegeven door Electronic Arts. De serie is wereldwijd bijna 200 miljoen keer verkocht en is een van de bestverkochte computerspelseries ooit.
Spellen in De Sims-serie zijn grotendeels openwereldspellen waarin de speler vrij kan rondzwerven door een virtuele wereld en veel vrijheid krijgt in hoe hij het spel uitspeelt. De speler maakt een of meerdere "Sims", dit zijn virtuele personages die in de spelwereld leven. Elke Sim heeft eigen behoeftes en de speler moet deze zien te vervullen. Door middel van uitbreidingspakketten wordt het basisspel aangevuld met nieuwe mogelijkheden.

## Ontwikkeling
Volgens ontwikkelaar Will Wright kwam het idee voor De Sims nadat hij in 1991 zijn huis kwijtraakte door een natuurramp. Hij moest zijn leven opnieuw opbouwen en bedacht het idee van een virtueel poppenhuis met personages er in.

## Hoofdspellen in de serie
De Sims-serie bestaat uit een aantal hoofdspellen die weer op hun beurt zijn voorzien van vele uitbreidingspakketten en accessoirepakketten. De meeste spellen zijn uitgekomen voor de pc, maar er zijn ook enkele titels die uitsluitend voor mobiel zijn uitgebracht.
- The Sims (2000)
- The Sims Online (2002)
- De Sims 2 (2004)
- De Sims Verhalen (2007)
  - De Sims Levensverhalen (2007)
  - De Sims Dierenverhalen (2007)
  - De Sims Eilandverhalen (2008)
- De Sims 3 (2009)
- De Sims Middeleeuwen (2011)
- The Sims FreePlay (2011)
- De Sims 4 (2014)
- The Sims Mobile (2018)